# Tianjin-Museum

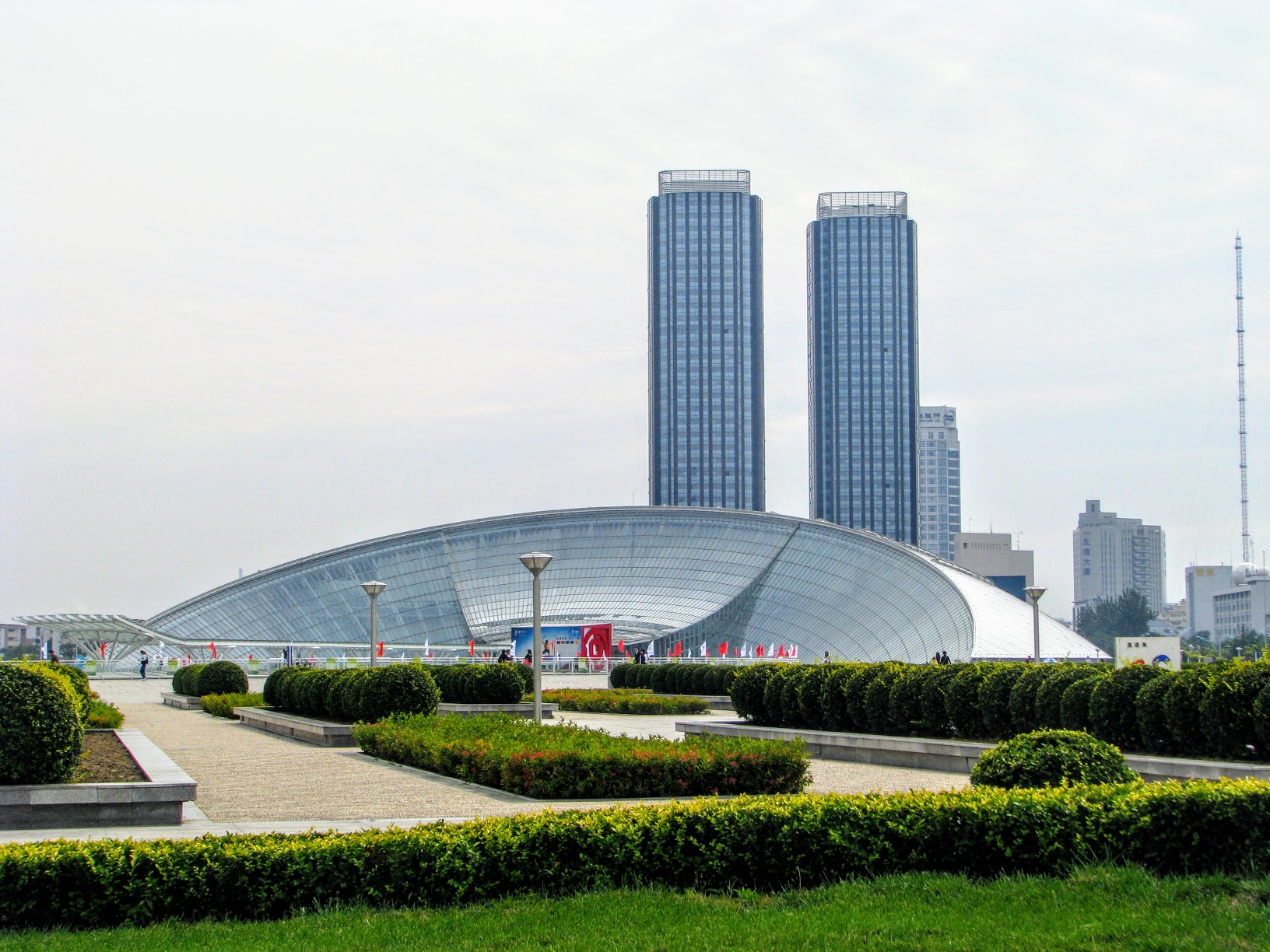
Tianjin-Museum und Yinhe-Park

Das Tianjin-Museum (chinesisch 天津博物馆, Pinyin Tiānjīn bówùguǎn) ist das größte Museum in Tianjin, Volksrepublik China. Es wurde am 20. Dezember 2004 durch die Zusammenlegung des Kunstmuseums Tianjin (Tianjin Art Museum) mit dem Historischen Museum (Historical Museum) gegründet. Direktor ist Chen Zhuo.

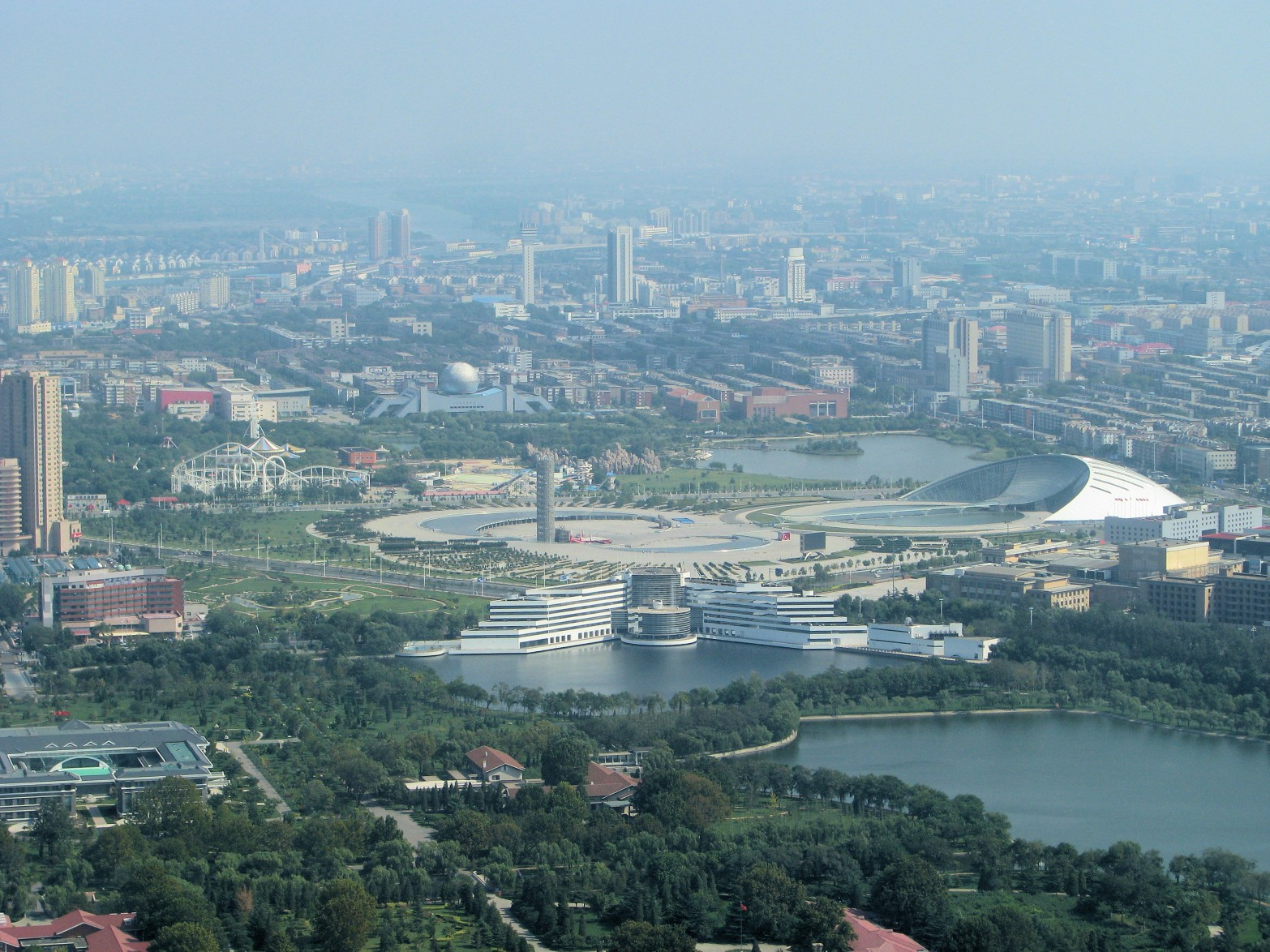
Tianjin-Museum vom Fernsehturm aus

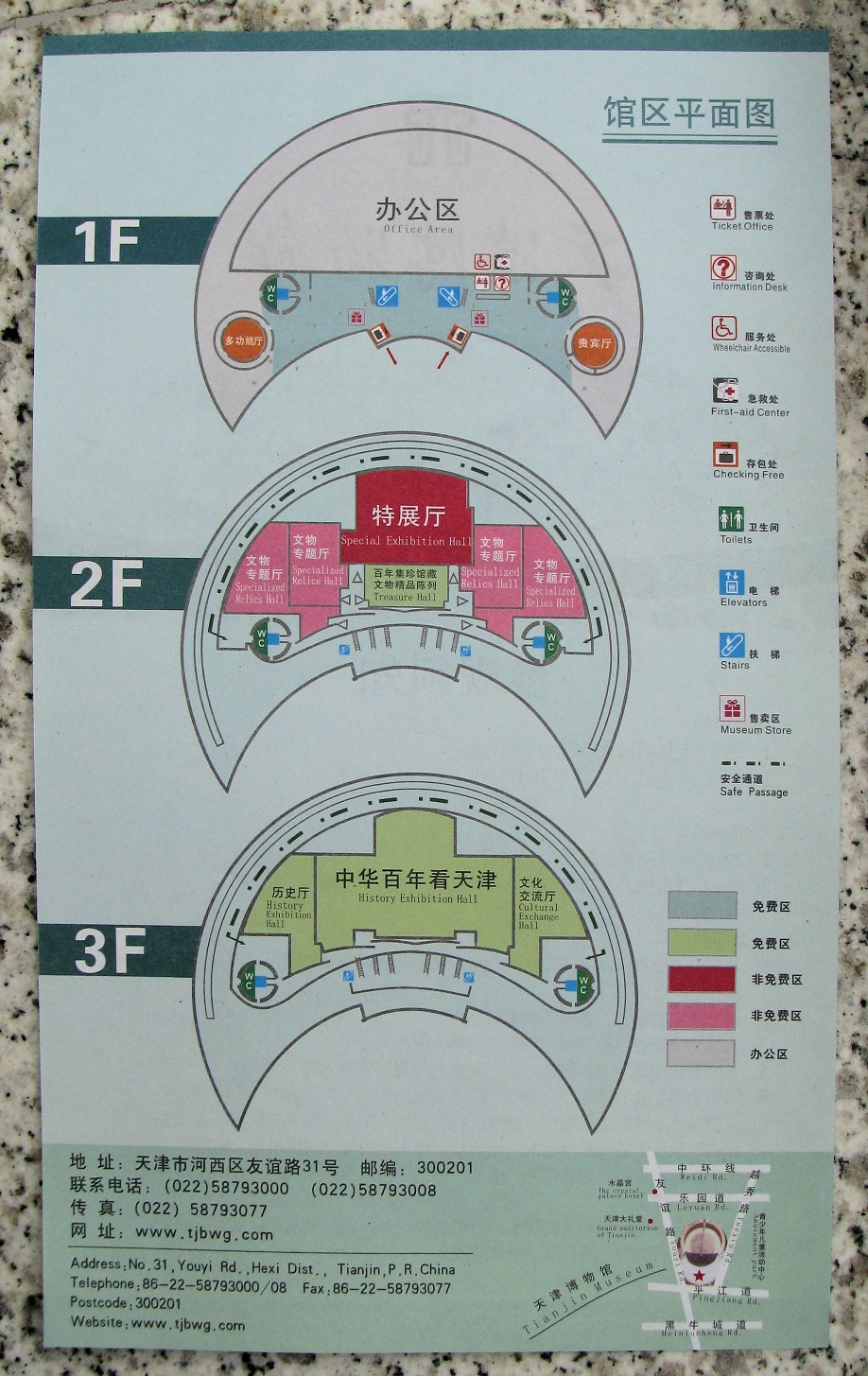
Karte der drei Ebenen des Tianjin-Museums

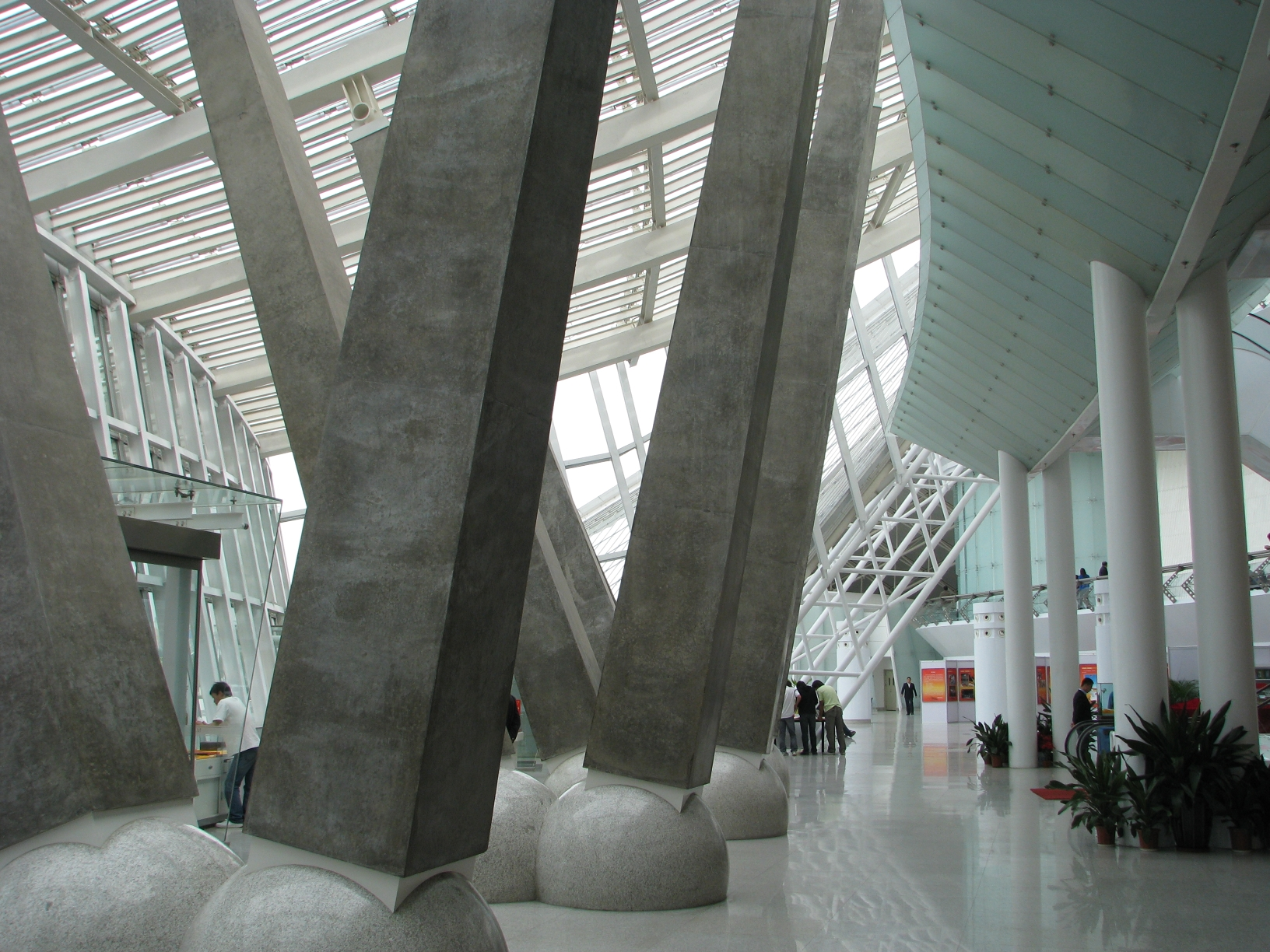
Blick vom Erdgeschoss des Museums

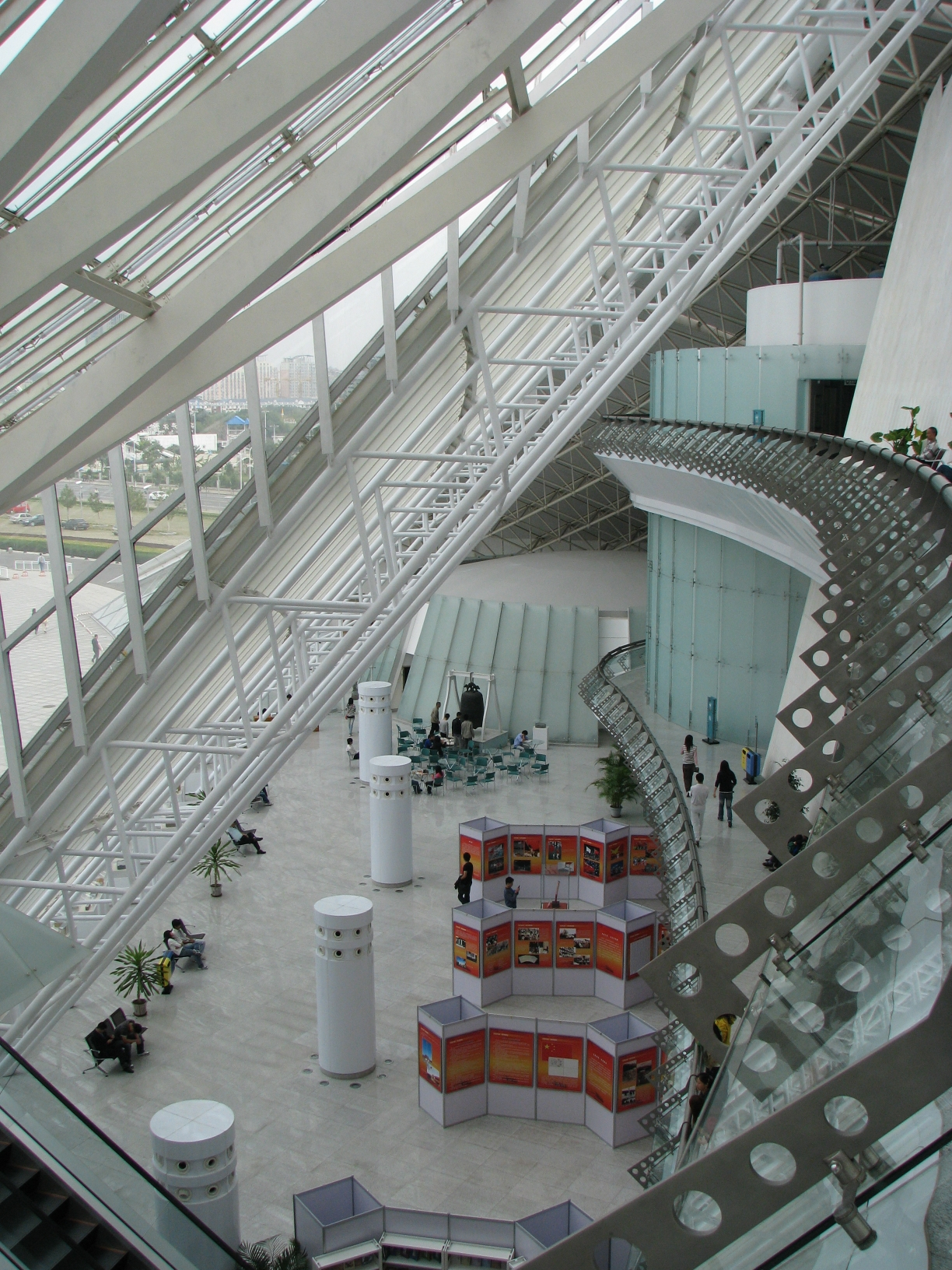
Blick von der 3. Ebene des Museum

Der spektakuläre Neubau im Stadtbezirk Hexi ist mit einer Fläche von 31.400 m² eines der größten Gebäude der Volksrepublik China und soll einem fliegenden Schwan ähneln. Das Museum beherbergt auf drei Ebenen über 150.000 Ausstellungsstücke zur Kultur und Geschichte Tianjins. Zu den berühmtesten zählt das Bronzegefäß Tai bao ding (太保鼎) aus der Zeit der Westlichen Zhou-Dynastie.